# فلبامات
فلبامات (انگلیسی: Felbamate) که با نام تجاری فلباتول هم شناخته می‌شود، یک داروی ضدتشنج است که در درمان صرع کاربرد دارد. این دارو در درمان صرع‌های پارشیال بالغین (با و بدون گسترش سرتاسری) و صرع‌های پارشیال یا سرتاسری مرتبط با سندرم لنوکس-گستو در کودکان استفاده می‌شود. با این حال، به‌دلیل احتمال بروز کم‌خونی آپلاستیک مرگبار و/یا نارسایی کبد، مصرف این دارو فقط محدود به مواردی است که تشنج راجعه شدید وجود دارد.

## مکانیسم اثر
این دارو مدولاتورِ مثبت گیرنده گابا A و بلوکه‌کنندهٔ گیرندهٔ NMDA است، به‌ویژه آنهایی که زیرواحد «NR2B» را دارند.

## تاریخچهٔ پذیرش دارو
این دارو نخست در اوت ۱۹۹۳ توسط سازمان غذا و داروی آمریکا تأیید شد. سپس در یک اقدام فوری و به‌دنبال گزارش ۱۰ مورد مرگ ناشی از کم‌خونی آپلاستیک، در ۱ اوت ۱۹۹۴ از بازار جمع‌آوری شد. در نهایت در ۲۷ سپتامبر ۱۹۹۴ میلادی، طی ارسال نامه‌ای به ۲۶۰٬۰۰۰ پزشک در آمریکا، توصیه گردید این دارو، تنها در افرادی که صرع شدید راجعه دارند و منافع دارو بر مضارش فزونی دارد، استفاده شود. این تأیید مشروط و مجدد دارو با اشاره به عارضهٔ جانبی دیگرش یعنی «نارسایی کبدی» انجام شد که تا آن هنگام در ۱۰ بیمار گزارش شده بود و در ۴ موردشان منجر به مرگ شده بود. در انگلستان نیز، فلبامات فقط برای بیماران خاصی در دسترس است.

## عوارض جانبی
علاوه بر موارد یادشده، بی‌خوابی یا خواب‌آلودگی، تهوع و استفراغ، کاهش اشتها و سردرد از عوارض جانبی دیگر است.

## تداخلات دارویی
فلبامات بازدارندهٔ ایزوآنزیم «CYP2C19» از خانوادهٔ آنزیمی سیتوکروم پی ۴۵۰ است که در متابولیسم و پاکسازی برخی داروهای رایج نقش دارند. و با داروهایی چون فنی توئین، والپروات و کاربامازپین تداخل اثر دارد. به‌عنوان مثال تجویز همزمان آن با کاربامازپین، سطحِ خونی هر دو را کاهش می‌دهد؛ اما سطحِ متابولیتِ فعالِ کاربامازپین یعنی «کابامازپین-۱۰، ۱۱ اپوکساید» را افزایش می‌دهد.